# Växtkolspigment
Växtkolspigment används här som en samlande beteckning för kolbaserade svarta pigment framställda av växtdelar som pyrolyserats (torrdestillerats) till kol och, helst efter att ha tvättats från salter, finfördelats till pigmentpulver. En möjlig beteckning kunde också vara växtsvart, i likhet med tyskans Pflanzenschwarz. De har grövre struktur än sotpigment och har, i likhet med bensvart, mer orenheter som påverkar karaktären. Beroende på sådana orenheter, kan undertonen dra åt antingen blått eller brunt. Jämfört med bensvart, har de högre transparens och lägre färgstyrka.
Växtkolspigmenten har, likt andra kolbaserade pigment, utmärkt ljusäkthet och de fungerar bra tillsammans med andra pigment. De är också motståndskraftiga mot syror, baser och kemikalier.
De hör, liksom sotpigmenten, till de absolut äldsta pigmenten och har använts både inom byggnads- och konstmåleri.
Exempel på pigment med olika ursprungsmaterial inom den här gruppen är kärnsvart, korksvart och träkolssvart. Även pigment med  ursprungsmaterial som papper och jäst brukar räknas hit. Plinius d.ä. beskrev i sin Naturalis Historia på 70-talet e.Kr. hur jästfällning från vintillverkning användes på detta vis.
I pigmentdatabasen Colour Index samlas växtkolspigmenten under beteckningen Pigment Black 8 (PBk 8) och nummer 77268.
Ett vanligt namn på engelska är vine black, liksom Rebschwarz på tyska, efter en traditionell metod att framställa dessa pigment, av trä från vinrankor. Dessa namn är brett använda inom gruppen och det kan mycket väl vara andra växtdelar som använts.
Målarfärger med dessa pigment är numera ovanliga. Bland konstnärsfärger har enstaka producenter färger som "Vine Black" eller "Charchoal Grey". Liknande namn förekommer dock även för målarfärger med andra typer av svarta pigment, för att ange att de är gjorda i en liknande stil, till exempel "Vine Black" eller "Peach Black".

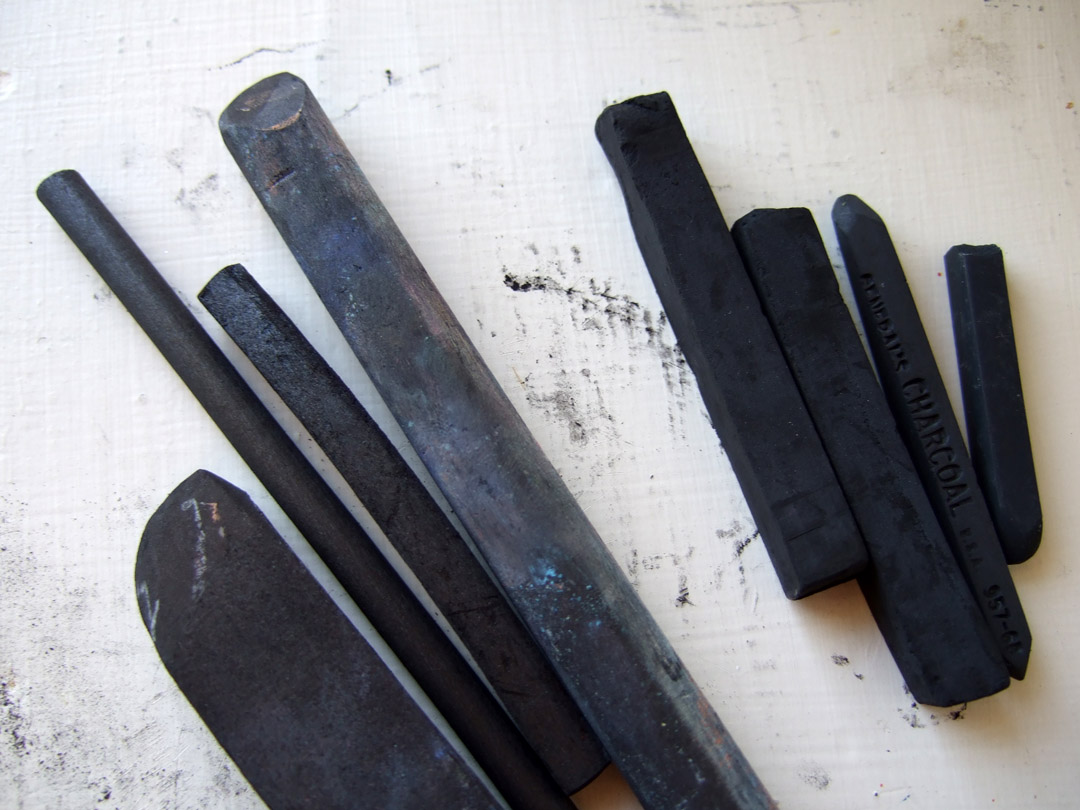
Ritkol; till vänster av vinranka, till höger av komprimerat träkolspulver med okänt ursprung.

Samma pigment återfinns i ritkol. Vissa ritkol är kvistar som förkolnats och används direkt som de är, men för andra ritkol finfördelas träkolet till ett pulver, som tillsammans med bindemedel komprimeras till ritkol.